# Syncletica von Alexandria

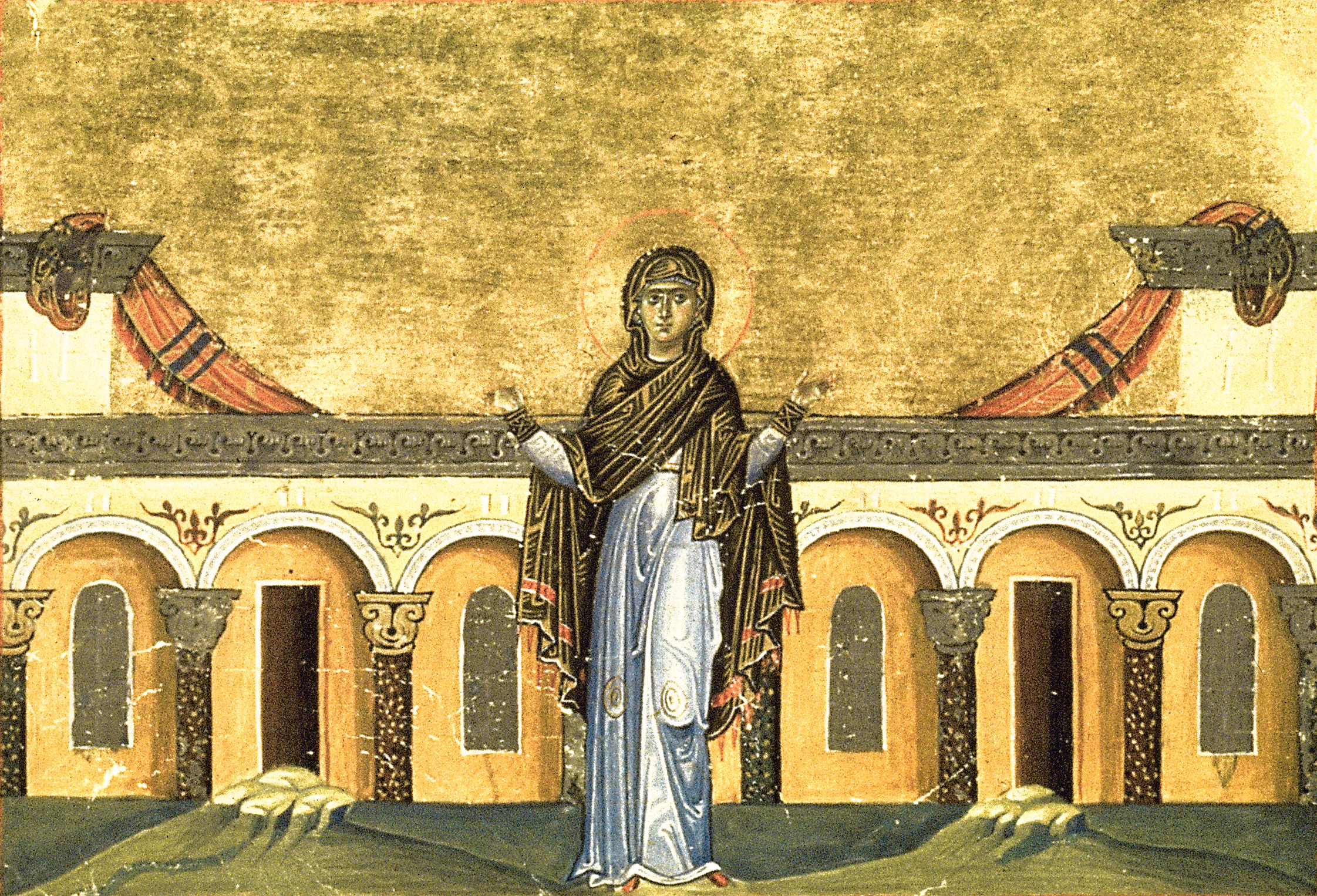
Syncletica von Alexandria.

Amma Syncletica von Alexandria (* angeblich 270; † um 350) ist eine christliche Heilige und Wüstenmutter im 4. Jahrhundert, die in Alexandria wohlhabend aufwuchs, angeblich sehr schön war und bereits in jungen Jahren ihr Leben Gott widmete.
Seit sie nach dem Tod ihrer Eltern, die von Mazedonien nach Alexandrien in Ägypten übergesiedelt waren, die Verantwortung für ihre Familie übernahm, gab sie den Armen alles, was ihr übrig geblieben war. Mit ihrer jüngeren, blinden Schwester gab Syncletica das Leben in der Stadt auf, schnitt sich die Haare ab und residierte stattdessen in einem einsiedlerischen Lebensstil in einer Krypta. Sie fastete streng und geißelte sich regelmäßig. Ihr heiliges Leben erregte bald die Aufmerksamkeit der Einheimischen und nach und nach schlossen sich ihr viele Frauen an, um als ihre Schüler zu leben. Am Ende ihres Lebens wurde sie von einem Krebsleiden ergriffen, das mit einem Geschwür am Mund begann, einen großen Teil des Gesichtes wegfraß und sich dann auf die übrigen Teile des Körpers verbreitete.
Syncletica wird als „Wüstenmutter“ und als „Mutter der Nonnen“ angesehen. Sie gilt als Gründerin der Wüstenklöster für Frauen, so wie es der heilige Antonius der Große für Männer ist. Es wird angenommen, dass sie in ihrem 80. Lebensjahr um 350 n. Chr. gestorben ist.

## Gedenktag
Der Gedenktag der Heiligen am 5. Januar wird in den folgenden Kirchen begangen:
- orthodoxe Kirchen
- armenische Kirche
- römisch-katholische Kirche

## Zitate
- Man darf niemals sein Seelenheil zu besorgen aufhören. – O wie glücklich würden wir sein, wenn wir, um Gott zu gefallen und den Himmel zu verdienen, das täten, was die Weltleute tun, leiden und unternehmen, um vergängliche Güter zu erlangen. – Wir müssen auf unserer Hut sein, weil wir im beständigen Kriege leben. Ohne diese Wachsamkeit wird uns der Feind überraschen, wenn wir am wenigsten daran denken. – Seid beständig im Guten und geduldig in den Trübsalen; denn sehet, alles nimmt ein Ende[3].